# Tiểu thuyết
Tiểu thuyết (chữ Hán: 小說) là một thể loại văn xuôi có hư cấu, thông qua nhân vật, hoàn cảnh, sự việc để phản ánh bức tranh xã hội rộng lớn và những vấn đề của cuộc sống con người, biểu hiện tính chất tường thuật, tính chất kể chuyện bằng ngôn ngữ văn xuôi theo những chủ đề xác định.
Trong một cách hiểu khác, nhận định của Belinski: "tiểu thuyết là sử thi của đời tư" chỉ ra khái quát nhất về một dạng thức tự sự, trong đó sự trần thuật tập trung vào số phận của một cá nhân trong quá trình hình thành và phát triển của nó. Sự trần thuật ở đây được khai triển trong không gian và thời gian nghệ thuật đến mức đủ để truyền đạt cơ cấu của nhân cách.

## Tên gọi thể loại
Trong văn học phương Đông, danh từ tiểu thuyết xuất hiện khá sớm nhằm phân biệt với hai thể loại cơ bản khác là đại thuyết và trung thuyết. Đại thuyết là kinh sách của các thánh nhân viết như Kinh Thư, Kinh Thi của Khổng Tử, đó là loại sách mang nặng tính triết học, gần như chân lý, kiểu khuôn vàng thước ngọc và rất khó đọc. Trung thuyết do các hiền sư, sử gia thực hiện như Sử ký của Tư Mã Thiên. Còn tiểu thuyết, vốn chỉ những chuyện vụn vặt, đời thường. Những chuyện ấy cùng với cổ tích, ngụ ngôn là những mầm mống của tiểu thuyết phương Đông. Thủy Hử và Hồng Lâu Mộng là một trong những số đó.
Theo quan niệm trước đây, đặc biệt là quan niệm của Trung Quốc và Nhật Bản, tiểu thuyết bao gồm có hai loại chính là tiểu thuyết đoản thiên hay truyện ngắn, thậm chí là "vi hình tiểu thuyết" (truyện cực ngắn, truyện siêu ngắn) hay "truyện trong lòng bàn tay") và tiểu thuyết trường thiên (truyện dài). Tuy nhiên hiện nay, ở Việt Nam, khi nói đến tiểu thuyết, độc giả thường hiểu đó là tác phẩm truyện dài.
Ở một số ngôn ngữ phương Tây, từ tiểu thuyết có nguồn gốc từ tiếng Latinh, mang nghĩa chuyện mới (novel).
Song song với tiến trình này, văn học hiện đại thế giới cũng cho thấy những nguyên lý của tiểu thuyết chi phối hầu hết các tác phẩm tự sự khác nên sự phân biệt bản chất thể loại ở các truyện cụ thể trở nên ngày càng khó khăn.

## Lịch sử
Lịch sử phát triển tiểu thuyết đã để lại cho nền văn học thế giới những thành tựu rực rỡ: từ những kiệt tác tiểu thuyết chương hồi Trung Hoa đến những tác phẩm đồ sộ của tiểu thuyết hiện thực phê phán phương Tây, từ dòng chảy của tiểu thuyết sử thi hoành tráng trong văn học Nga thế kỷ bạc đến những nguồn mạch văn chương hiện thực huyền ảo Mỹ-Latinh, sự trỗi dậy và vượt thoát truyền thống của những nền văn học châu Á v.v. Những mô hình ấy đã tạo dựng nên diện mạo đặc biệt phong phú của tiểu thuyết trong suốt thời kỳ đã qua tính từ khi hình thành thể loại.

### Châu Á

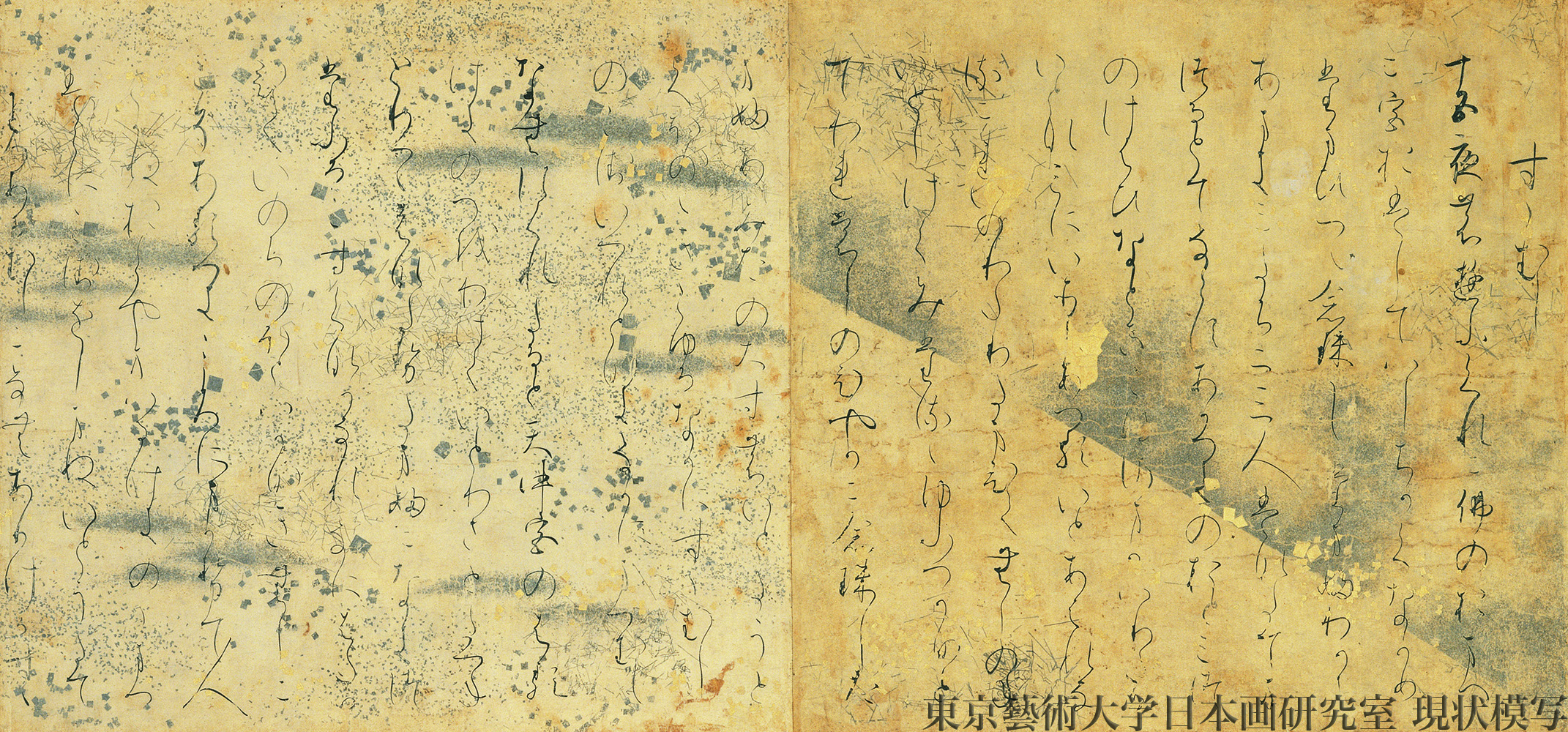
Một trang kana chép tay Truyện kể Genji từ hậu kỳ Heian, thế kỷ thứ XII

Ở Trung Quốc tiểu thuyết xuất hiện rất sớm, vào thời kỳ Ngụy - Tấn (thế kỷ III-IV) tiểu thuyết đã manh nha dưới dạng những tác phẩm chí quái, chi nhân. Sang đời nhà Đường xuất hiện thể loại truyền kỳ, đời Tống lại có thêm dạng thoại bản, tất cả đều có thể coi là tiền thân của tiểu thuyết theo nghĩa hiện đại. Từ đời Minh văn học Trung Quốc nói chung và văn xuôi Trung Quốc nói riêng phát triển rực rỡ với những pho tiểu thuyết chương hồi nổi tiếng như Tam quốc diễn nghĩa của La Quán Trung, Thủy hử của Thi Nại Am, Tây du ký của Ngô Thừa Ân, Kim Bình Mai của Lan Lăng Tiếu Tiếu Sinh v.v. Đời Thanh bước phát triển của tiểu thuyết chương hồi đã tới thời điểm hoàng kim qua hàng loạt danh tác như Chuyện làng Nho (Nho lâm ngoại sử) của Ngô Kính Tử, Hồng Lâu Mộng của Tào Tuyết Cần. Thời hiện đại tiểu thuyết Trung Quốc vượt thoát những thể loại truyền thống, ảnh hưởng lớn từ các trào lưu văn học phương Tây đương thời với sáng tác của các tác gia như Lỗ Tấn, Giả Bình Ao, Mạc Ngôn, v.v...
Tại Nhật Bản, vượt qua sử ký, tùy bút và nhật ký, hình thức sơ khai của tiểu thuyết đã xuất hiện từ những thế kỷ thứ VI-VIII, ban đầu là sự tập hợp thành chương những bài ca ballad, truyện kể do các pháp sư mù gảy đàn biwa lưu truyền khắp đảo quốc. Cùng với những sáng tạo khởi đầu là Taketori Monogatari, tiểu thuyết Nhật Bản, mà hình thức của thể loại được gọi bằng tên monogatari, đi được một nửa chặng đường đến Ise monogatari và đạt đỉnh cao với Truyện kể Genji. Truyện kể Genji trở thành ngôi sao băng chói sáng của văn chương cổ điển Nhật Bản, được đánh giá là tiểu thuyết theo nghĩa hiện đại đầu tiên của nhân loại, mà rất nhiều thế kỷ về sau với Sagoromo monogatari, Yowa no nezame, Hamamatsu Chūnagon monogatari, Torikaebaya monogatari, văn học Nhật Bản vẫn không thể sản sinh được một tác phẩm tự sự nào có được vị trí và giá trị của nó. Từ thế kỷ XIX khi xã hội Nhật Bản không ngừng hướng theo mô hình phương Tây, những tác phẩm nổi tiếng của thể loại tiểu thuyết phương Tây đương thời được dịch thuật hoặc phóng tác tràn lan trong thời Minh Trị đã phát triển tiểu thuyết Nhật Bản theo những khuynh hướng sáng tác hiện đại, và những tiểu thuyết tiền-hiện đại đầu tiên có dạng thức tự thuật, còn gọi là "tâm cảnh tiểu thuyết", vào cuối thời Minh Trị.

### Phương Tây

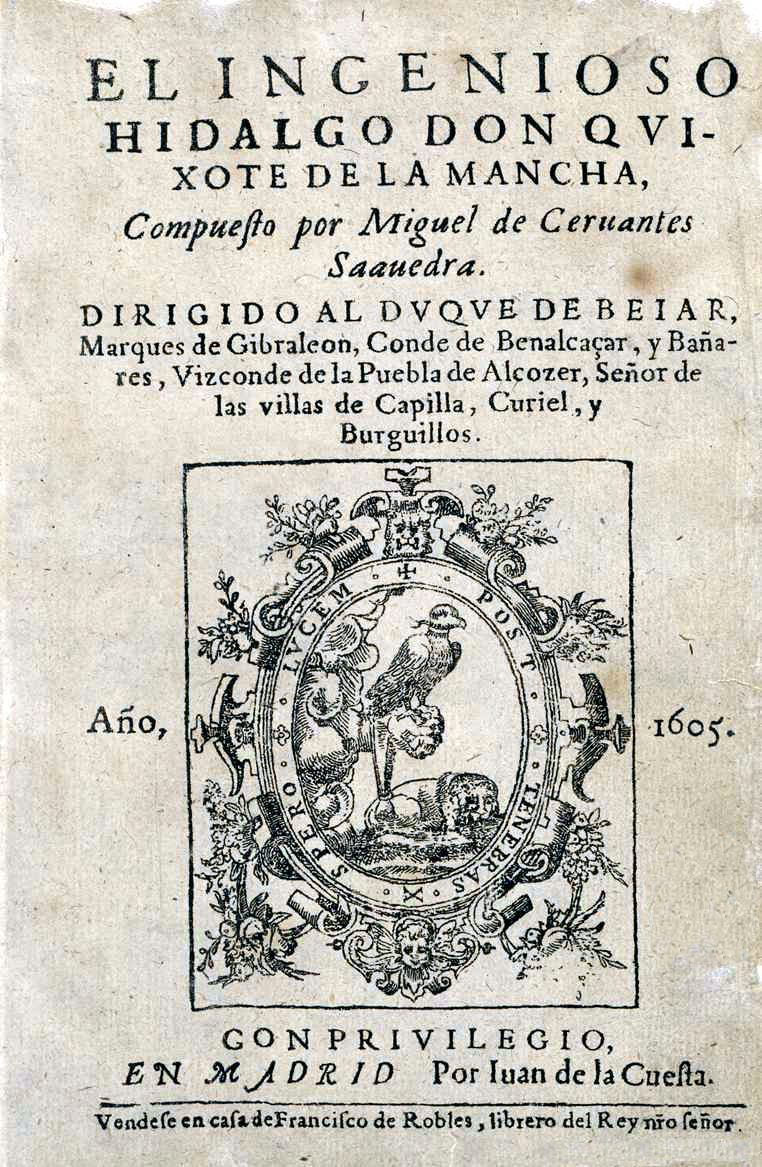
Trang bìa bản gốc Don Quixote xuất bản năm 1605

Ở phương Tây, Tiểu thuyết có mầm mống ban đầu từ các tác phẩm tự sự viết bằng tiếng Roman, thường là thể loại anh hùng, đó là những tiểu thuyết kị sĩ với những biến cố và tình huống phi thường. Tuy nhiên, nhìn nguồn gốc của thể loại, các nhà nghiên cứu có thể truy nguyên về tận thời Hi Lạp, khi bên cạnh những tác phẩm trường ca cổ đại với cảm hứng về cái chung và cái anh hùng là chủ đạo, vẫn có những tác phẩm lấy cảm hứng từ con người riêng lẻ, và Bielinski đã rất có lý khi cho rằng "tiểu thuyết hình thành khi vận mệnh con người, mọi mối liên hệ của nó với đời sống nhân dân được ý thức" và "đời sống cá nhân bất luận thế nào cũng không thể là nội dung của anh hùng ca Hy Lạp, nhưng lại có thể là nội dung của tiểu thuyết". Trên nền móng của hình thái tư duy khám phá những vấn đề bản chất của hiện thực thông qua sự tái hiện số phận cá nhân đã có từ thời Hy Lạp, đã xuất hiện những thể loại văn chương thời trung đại châu Âu theo theo thể tài hiệp sĩ, như Tristan và Iseut.
Thời kỳ Phục Hưng đã tạo cơ sở thuận tiện nhất cho sự phát triển tiểu thuyết: chất tiểu thuyết bộc lộ trong các tác phẩm thể truyện như của Giovanni Boccaccio, thể trường ca của Matteo Maria Boiardo, Ludovico Ariosto, Torquato Tasso và thể kịch với William Shakespeare. Nhưng tiểu thuyết đích thực gắn với những tìm tòi tư tưởng triết lý, chỉ xuất hiện vào cuối thời đại Phục Hưng với Don Quixote. Sau thời Phục Hưng, khi văn học tao nhã là chủ đạo, thì xu hướng phát triển tiểu thuyết chỉ bộc lộ rõ trong các sáng tác thuộc loại tiểu thuyết du đãng khai thác các đặc điểm trào phúng, sự hư cấu tự do, vai trò của kinh nghiệm cá nhân tác giả trong sáng tạo nghệ thuật (các tác phẩm của François Rabelais, Desiderius Erasmus, Michel de Montaigne  Jean Henri Merle D'Aubigné    v.v.), và tiểu thuyết tâm lý đầu tiên với sáng tác của Madame de La Fayette.
Sang thời đại Khai sáng và thời cận đại, từ thế kỷ XVIII, tiểu thuyết đã đi một chặng đường dài với sự hình thành các kết cấu chính. Truyện hiệp sĩ Des Grieux và nàng Mannon Lescault (1731) của Abbé Prévost kết hợp hữu cơ được hai thể tài tâm lý và du đãng. Samuel Richardson với Clarisse Harlow (1747), Jean Jacques Rousseau với Julie hay nàng Héloïse mới (1761) đưa ra những mẫu mực của tiểu thuyết lãng mạn đồng thời củng cố vai trò chủ đạo của tiểu thuyết luận đề. Henry Fielding, Tobias Smollett đã đóng góp cho sự hình thành nguyên tắc điển hình hóa của tiểu thuyết hiện thực, làm tiền đề cho sự nở rộ tiểu thuyết của chủ nghĩa hiện thực phát triển mạnh giai đoạn sau đó với Honoré de Balzac, Émile Zola, Stendhal, Gustave Flaubert, Charles Dickens, William Makepeace Thackeray (tiểu thuyết toàn cảnh, tiểu thuyết hướng tâm). Tiểu thuyết sử thi của Lev Tolstoy với sự trần thuật đạt được chiều rộng và tính bao quát, sự mô tả đời sống nội tâm nhân vật như một quá trình tâm lý nội tại lần đầu tiên cho phép tiểu thuyết tái hiện được "biện chứng của tâm hồn". Tiểu thuyết đối thoại của Fyodor Dostoevsky với con người đời tư được đặt trong tương quan với cả thế giới.
Thế kỷ XX tiểu thuyết phương Tây phát triển trong sự đa dạng đối nghịch nhau về nhiều mặt, bên cạnh những thành tựu của tiểu thuyết hiện thực với khuynh hướng hiện thực phê phán hoặc khuynh hướng hiện thực xã hội chủ nghĩa, hướng sáng tác mới của Marcel Proust, James Joyce, Franz Kafka lại cho thấy một loạt các nguyên tắc tiểu thuyết vốn đã thành truyền thống trước kia bị biến đổi: độc thoại nội tâm bao trùm tác phẩm như một thủ pháp của tiểu thuyết dòng ý thức; sự xáo trộn liên tục các bình diện thời gian và không gian, các mảng đời sống hiện thực hòa quyện cùng huyền thoại, xuất hiện người kể chuyện không toàn năng khi trong lời kể có cả cái biết và cái không biết, cái khách quan lẫn chủ quan. Các vấn đề về "ngôi" và "thời" của lời trần thuật và các "điểm nhìn" trần thuật trở thành chìa khóa cho việc đọc tiểu thuyết theo khuynh hướng phức điệu, đa thanh. Bên cạnh đó, các trào lưu tư tưởng đương thời như hiện tượng học, thuyết phi lý, chủ nghĩa hiện sinh, phân tâm học, hậu hiện đại, phê bình nữ quyền, hậu thực dân cũng góp phần tạo ra những dạng thức như phản tiểu thuyết, tiểu thuyết mới, hoặc làm nảy sinh tư tưởng về nhân vật biến mất, hoặc tiểu thuyết cáo chung v.v.

### Việt Nam
Ở Việt Nam tiểu thuyết xuất hiện khá muộn, tuy những sáng tác văn xuôi cổ như Việt điện u linh, Lĩnh Nam chích quái, Thánh Tông di thảo, Truyền kỳ mạn lục, Truyền kỳ tân phả thế kỷ XIV-XVI đã đặt những nền móng sơ khai cho tư duy thể loại, thông qua tiến trình từ sự ghi chép các yếu tố truyền thuyết, thần thoại, cổ tích đến giai đoạn phản ánh những chuyện đời thường. Thế kỷ XVIII cho thấy sự nở rộ thể loại tự sự với các tác phẩm như Thượng kinh ký sự (ký) của Lê Hữu Trác, Vũ trung tùy bút (tùy bút) của Phạm Đình Hổ và đặc biệt là Hoàng Lê nhất thống chí, tác phẩm xuất hiện với tầm vóc tiểu thuyết, là pho tiểu thuyết lịch sử đầu tiên của Việt Nam có giá trị văn học đặc sắc. Hoàng Lê nhất thống chí tái hiện một cách sống động bức tranh xã hội rộng lớn thời vua Lê, chúa Trịnh thông qua kết cấu chương hồi tương tự tiểu thuyết thời Minh-Thanh tại Trung Hoa. Yếu tố đời tư và mạch tự sự trong các truyện Nôm khuyết danh và hữu danh đương thời như Hoa tiên, Nhị độ mai, Phạm Công Cúc Hoa, Phạm Tải Ngọc Hoa và Truyện Kiều cũng ít nhiều góp phần thúc đẩy sự phát triển của thể loại.
Tuy nhiên, phải đến những năm 30 của thế kỷ XX văn học Việt Nam mới xuất hiện tiểu thuyết với đầy đủ tính chất của thể loại hiện đại. Cùng phong trào Thơ Mới, tiểu thuyết hiện đại Việt Nam 1930-1945 có những bước tiến vượt bậc và thành tựu lớn với hai khuynh hướng sáng tác: những cây bút nổi tiếng của Tự Lực văn đoàn, những người đã thúc đẩy sự hình thành thể loại như Nhất Linh, Khái Hưng, Thạch Lam; và những nhà văn hiện thực phê phán như Ngô Tất Tố, Nam Cao, Vũ Trọng Phụng, Nguyễn Công Hoan, Nguyên Hồng.
Trong 2 cuộc chiến tranh vệ quốc (chống Pháp và chống Mỹ), đội ngũ các nhà tiểu thuyết Việt Nam đã ngày càng đông đảo (Nguyễn Huy Tưởng, Tô Hoài, Nguyễn Đình Thi, Nguyễn Khải, Nguyễn Minh Châu, Nguyên Ngọc). Ít nhiều tiểu thuyết Việt Nam có thành tựu tiệm cận với thể loại tiểu thuyết-sử thi vốn mang đề tài hoành tráng và dung lượng đồ sộ, mà một trong số đó là Vỡ bờ của Nguyễn Đình Thi. Sau 1986, lịch sử tiểu thuyết Việt Nam sang trang mới với những sáng tác của Ma Văn Kháng, Lê Lựu, Bảo Ninh, Nguyễn Huy Thiệp, có nội dung sâu sắc hơn về thân phận con người và hình thức có dấu hiệu manh nha hệ hình văn chương hậu hiện đại.

## Kết cấu
Tiểu thuyết có nhiều dạng thức kết cấu tùy theo yêu cầu của đề tài, chủ đề hoặc theo sở trường của người viết. Thậm chí người ta còn cho rằng, về nguyên tắc, tiểu thuyết không có một hình thức thể loại hoàn kết, bởi vì nó là "sử thi của thời đại chúng ta", tức là sử thi của cái hiện tại, cái đang hàng ngày hàng giờ đổi thay, bởi vì điều quan trọng đối với nó là sự tiếp xúc tối đa với cái thực tại dang dở "chưa xong xuôi", cái thực tại đang thành hình, cái thực tại luôn bị đánh giá lại, tư duy lại. Tuy thường gặp những kết cấu chương hồi, kết cấu tâm lý, kết cấu luận đề, kết cấu đơn tuyến, kết cấu đa tuyến v.v. tiểu thuyết vẫn không chịu được những chế định chặt chẽ, nó không có quy phạm cố định và người viết thậm chí có thể phá vỡ những khuôn mẫu sẵn có để vận dụng một cách linh hoạt và sáng tạo các hình thức kết cấu khác nhau. Kết cấu cho phép tạo nên một diện mạo chung nhất về tiểu loại: tiểu thuyết chương hồi, tiểu thuyết tâm lý, tiểu thuyết luận đề, tiểu thuyết đa thanh v.v.

## Phong cách
Với những khác biệt của tiểu thuyết về đề tài (tình yêu, xã hội, chính trị, lịch sử, triết lý, giả tưởng v.v.), dung lượng, mức độ kịch tính, các nguyên tắc kết cấu-cốt truyện, phương thức trần thuật, có thể thấy một số điểm nhấn về phong cách, dễ thấy nhất là đem tính nội dung trực tiếp của tiểu thuyết ôm trùm toàn bộ mọi thành tố cốt truyện, khi đó tình tiết rắc rối sẽ trở thành phương tiện phản ánh xung đột giữa cá nhân và xã hội, trở thành động lực thúc đẩy hành động của nhân vật, giúp tăng cường vai trò cấu tạo của cốt truyện cho tác phẩm. Tạo được kịch tính cho trần thuật, sự rắc rối sẽ chi phối cả sự phát triển của mâu thuẫn nào đó xuất phát điểm đến phương thức giải quyết, cả tiến trình lẫn các thành phần của những biến cố cốt truyện và thậm chí cả bản thân các "chìa khóa" kết cấu tác phẩm.

## Xu hướng cấu trúc
Quá trình phát triển thể loại tiểu thuyết hiện đại ở các nền văn học châu Âu cho thấy hai hướng cấu trúc tiêu biểu:

### Tiểu thuyết mở
Tiểu thuyết mở có ngọn nguồn từ Don Quixote (1605, 1615), miêu tả xã hội một cách đa diện, tạo các lý do thật chi tiết cho sự tiến triển của nhân vật chính, cho nhân vật này can dự vào nhiều biến cố và những biến cố ấy lại là nơi cư ngụ cho vô số nhân vật phụ. Kiểu tiểu thuyết này cũng đặc trưng ở sự miêu tả rộng rãi hoàn cảnh ngoại giới khách quan mà trước nhất là hoàn cảnh xã hội.

### Tiểu thuyết đóng
Tiểu thuyết theo xu hướng cấu trúc "đóng" có thể tính ngọn nguồn từ tác phẩm Quận chúa Clèves (La princesse de Clèves) (1678) của nữ sĩ Madame de La Fayette, thể hiện sự tập trung vào cuộc đời của một con người, đôi khi vào chỉ một xung đột, một tình huống, do đó mang tính hướng tâm, đồng tâm, xét về kết cấu. Xu hướng cấu trúc tiểu thuyết này đã rất sớm trở thành ngọn nguồn của những sáng tác tiểu thuyết tâm lý giai đoạn sau.

## Đặc trưng

### Tính chất văn xuôi
Là một thể loại cao cấp nhất thuộc phương thức tự sự, tính chất văn xuôi, vì vậy, trở thành đặc trưng tiêu biểu cho nội dung của thể loại. Tính chất đó đã tạo nên trường lực mạnh mẽ để thể loại dung chứa toàn vẹn hiện thực, đồng hóa và tái hiện chúng trong một thể thống nhất với những sắc màu thẩm mỹ mới vượt lên trên hiện thực, cho phép tác phẩm phơi bày đến tận cùng sự phức tạp muôn màu của hiện thực đời sống.

### Nghệ thuật kể chuyện
Giống như các hình thái tự sự khác như truyện ngắn, truyện vừa, tiểu thuyết lấy nghệ thuật kể chuyện làm giọng điệu chính của tác phẩm. Thông thường ở tác phẩm xuất hiện người kể chuyện như một nhân vật trung gian có nhiệm vụ miêu tả và kể lại đầu đuôi diễn biến của chuyện. Tuy sự tồn tại của yếu tố này là ước lệ nghệ thuật của nhiều thể loại thuộc tự sự, nghệ thuật kể chuyện của tiểu thuyết vẫn cho thấy sự đa dạng đặc biệt về phong cách: có thể thông qua nhân vật trung gian, có thể là nhân vật xưng "tôi", cũng có thể là một nhân vật khác trong tác phẩm, tạo nên các tác phẩm có một điểm nhìn trần thuật. Hiện nay, một trong những xu hướng tìm tòi đổi mới tiểu thuyết là việc tăng thêm các điểm nhìn ở tác phẩm, khi vai trò của nhân vật trung gian hoặc nhân vật xưng "tôi" được "san sẻ" cho nhiều nhân vật trong cùng một tác phẩm.

### Khả năng phản ánh toàn vẹn hiện thực
Đặc trưng lớn nhất của tiểu thuyết chính là khả năng phản ánh toàn vẹn và sinh động đời sống theo hướng tiếp xúc gần gũi nhất với hiện thực. Là một thể loại lớn tiêu biểu cho phương thức tự sự, tiểu thuyết có khả năng bao quát lớn về chiều rộng của không gian cũng như chiều dài của thời gian, cho phép nhà văn mở rộng tối đa tầm vóc của hiện thực trong tác phẩm của mình.
Ở phương diện khác, tiểu thuyết là thể loại có cấu trúc linh hoạt, không chỉ cho phép mở rộng về thời gian, không gian, nhân vật, sự kiện mà còn ở khả năng dồn nhân vật và sự kiện vào một khoảng không gian và thời gian hẹp, đi sâu khai thác cảnh ngộ riêng và khám phá chiều sâu số phận cá nhân nhân vật.

### Hư cấu nghệ thuật
Hư cấu nghệ thuật cũng được coi là một đặc trưng của thể loại, là một thao tác nghệ thuật không thể thiếu trong tư duy sáng tạo của tiểu thuyết. Hư cấu cho phép tác phẩm tái hiện những thời đại lịch sử phát triển trong câu chuyện hư cấu, không hiện thực như sử học, và những nhân vật hoàn toàn không bị lệ thuộc bởi nguyên mẫu ngoài đời như những tác phẩm thuộc thể ký. Trong vô vàn những gương mặt đời thường và giữa muôn ngàn biến cố của lịch sử, nhà văn khi trước tác một tác phẩm tiểu thuyết đã thực hiện những biện pháp nghệ thuật đồng hóa và tái hiện bức tranh đời sống bằng phương thức chọn lọc, tổng hợp và sáng tạo. Khi đó, hư cấu nghệ thuật, đối với tiểu thuyết đã trở thành yếu tố bộc lộ rõ rệt phẩm chất sáng tạo dồi dào của nhà văn.

### Tính đa dạng về sắc độ thẩm mỹ
Tính đa dạng về màu sắc thẩm mỹ cũng là một đặc trưng tiêu biểu của thể loại. Các thể loại văn học khác thường chỉ tiếp nhận một sắc thái thẩm mỹ nào đó để tạo nên âm hưởng của toàn bộ tác phẩm, như bi kịch là cái cao cả, hài kịch là cái thấp hèn, thơ là cái đẹp và cái lý tưởng. Ở tiểu thuyết không diễn ra quá trình chọn lựa màu sắc thẩm mỹ khi tiếp nhận hiện thực mà nội dung của nó thể hiện sự pha trộn, chuyển hóa lẫn nhau của các sắc độ thẩm mỹ khác nhau: cái cao cả bên cái thấp hèn, cái đẹp bên cái xấu, cái thiện lẫn cái ác, cái bi bên cạnh cái hài v.v.

### Bản chất tổng hợp
Ở phương diện cuối cùng, tiểu thuyết là một thể loại mang bản chất tổng hợp. Nó có thể dung nạp thông qua ngôn từ nghệ thuật những phong cách nghệ thuật của các thể loại văn học khác như thơ (những rung động tinh tế), kịch (xung đột xã hội), ký (hiện thực đời sống); các thủ pháp nghệ thuật của những loại hình ngoại biên như hội họa (màu sắc), âm nhạc (thanh âm), điêu khắc (sự cân xứng, chi tiết), điện ảnh (khả năng liên kết các bức màn hiện thực); và thậm chí cả các bộ môn khoa học khác như tâm lý học, phân tâm học, đạo đức học và các bộ môn khoa học tự nhiên, khoa học viễn tưởng khác. v.v. Nhiều thiên tài nghệ thuật đã định hình phong cách từ khả năng tổng hợp này của thể loại, như Lev Tolstoy với tiểu thuyết-sử thi, Fyodor Dostoevsky với thể loại tiểu thuyết-kịch, Mikhail Sholokhov với tiểu thuyết anh hùng ca-trữ tình, Romain Rolland với tiểu thuyết-giao hưởng v.v.

## Loại và thể
Phân chia loại thể tiểu thuyết theo nội dung, đề tài đã có từ xa xưa trong lịch sử văn học các nước phương Tây cũng như phương Đông.

### Trung Quốc
Các tài liệu về lịch sử tiểu thuyết ở Trung Quốc nói đến các loại tiểu thuyết sau:
- Tiểu thuyết chí quái: những tác phẩm kể những chuyện quái dị. Có thể kể đến Sưu Thần Ký, Liệt dị truyện đời Lục Triều.
- Tiểu thuyết chí nhân: ghi về lời nói, việc làm của người thường có ý nghĩa tiêu biểu, như Thế thuyết tân ngữ.
- Tiểu thuyết truyền kỳ thịnh hành thời Đường, Tống, Nguyên, Minh, như Cổ kính ký, Bạch Viên truyện, Tiễn đăng tân thoại, Ngu sơ tân chí.
- Tiểu thuyết thoại bản đời Tống, Nguyên, Minh, tiêu biểu là các tác phẩm của Phùng Mộng Long, Lăng Mông Sơ.
- Tiểu thuyết chương hồi: những tiểu thuyết trường thiên bao gồm nhiều hồi, đầu mỗi hồi có "hồi mục", là một hoặc hai câu thất ngôn dự báo tình tiết chính của hồi, mỗi hồi viết về một sự kiện chủ yếu và kết thúc hồi có lời dẫn dắt đến hồi tiếp. Căn cứ theo dung lượng có thể chia tiểu thuyết chương hồi thành loại lớn (100 hồi trở lên) và loại nhỏ (khoảng 2-3 chục chương hồi trở lại). Loại lớn thường bao gồm tiểu thuyết diễn nghĩa lịch sử như Tam quốc diễn nghĩa, Đông Chu liệt quốc, Tây Hán diễn nghĩa; tiểu thuyết truyền kỳ anh hùng như Thủy hử; tiểu thuyết thần ma như Tây du ký; tiểu thuyết tình đời như Kim Bình Mai, Hồng Lâu Mộng; tiểu thuyết châm biếm như Chuyện làng Nho; tiểu thuyết công án như Long đồ công án; tiểu thuyết võ hiệp như truyện kiếm hiệp, tiền thân của những tác phẩm tiểu thuyết Kim Dung sau này[5]. Tiểu thuyết chương hồi loại nhỏ có thể bao gồm tiểu thuyết tài tử giai nhân kể những mối tình của trai gái, thể hiện ước mơ hạnh phúc lứa đôi; tiểu thuyết khiển trách vạch trần những ung nhọt xã hội như tác phẩm Quan trường hiện hình ký[6].

### Phương Tây
Tiểu thuyết ở phương Tây xuất hiện đa dạng tùy theo đặc điểm văn học dân tộc. Tuy nhiên, thường thấy các thể sau:
- Tiểu thuyết hiệp sĩ (chevalric romance): là thể loại văn học tao nhã thời trung đại xuất hiện ở Trung và Nam Âu, nhân vật chính là hiệp sĩ đi lập công vì vinh quang và vì người tình. Tiêu biểu là các tiểu thuyết về vua Arthur, câu chuyện Tristan và Iseut v.v..
- Tiểu thuyết du đãng (picaresque novel): nhân vật trung tâm là những kẻ bợm nghịch xuất thân từ dưới đáy xã hội, thường có óc thông minh, hài hước, hay chơi khăm ông chủ bà chủ. Có thể kể đến tác phẩm Gil Blas ở Santillanne của Alain-René Lesage.
- Tiểu thuyết đen (roman noir), còn gọi là tiểu thuyết kinh dị (gothic novel): xuất hiện ở Anh vào cuối thế kỷ XVIII, với cốt truyện kết hợp các motif kinh dị, cạm bẫy, hồn ma, sức mạnh siêu nhiên với niềm hoài niệm quá vãng. Nhà văn Mỹ Edgar Allan Poe sau này đã tiếp tục với loại thể tiểu thuyết này trong nhiều tác phẩm của mình.
- Tiểu thuyết trinh thám (roman detective): nhân vật chính là thám tử, cốt truyện là điều tra vụ án, tình tiết được giữ bí mật cho đến kết thúc tác phẩm. Tiêu biểu là tác phẩm của Sir Arthur Conan Doyle.
- Tiểu thuyết lịch sử (historical novel): lấy nhân vật, sự kiện lịch sử là đề tài, tuy có hư cấu một số nhân vật hay tình tiết phụ nhưng về cơ bản là tôn trọng sự thật lịch sử. Chiến tranh và hòa bình của Lev Tolstoy thuộc dạng này.
- Tiểu thuyết giáo dục: học hỏi, kể về quá trình trưởng thành của một con người như David Copperfield của Charles Dickens.
- Tiểu thuyết luận đề (problem novel): thông qua nhân vật và sự kiện trình bày một vấn đề chủ yếu.
- Tiểu thuyết tâm lý (psychological fiction): đặt trọng tâm ở miêu tả diễn biến tâm lý, động cơ, cảnh ngộ của nhân vật. Các tiểu thuyết của Henry James thuộc dạng này.
- Tiểu thuyết tự truyện (autobiographical novel): nhà văn tự kể lại đời mình một cách khách quan, trung thực, thịnh hành ở thế kỷ XIX như bộ ba tác phẩm Thời thơ ấu, Kiếm sống, Những trường đại học của tôi của Maksim Gorky.

### Những quan niệm khác
Theo M.M. Bakhtin, thể loại tiểu thuyết trải qua các hình thức như tiểu thuyết phiêu lưu, tiểu thuyết khảo nghiệm, tiểu thuyết truyện ký và tiếp đến là tiểu thuyết giáo dục.
Các nhà nghiên cứu hiện nay còn chia tiểu thuyết thành các dạng tiểu thuyết gia đình, tiểu thuyết nông dân, tiểu thuyết lịch sử, tiểu thuyết quan sát thế giới, tiểu thuyết khoa học viễn tưởng, tiểu thuyết phiêu lưu, tiểu thuyết thư tín, tiểu thuyết nhật ký, tiểu thuyết dòng ý thức, tiểu thuyết tư liệu v.v.
Việc phân loại tiểu thuyết theo đề tài về cơ bản không tránh khỏi có chỗ chồng chéo khi trong thực tế một tiểu thuyết có thể vừa thuộc dạng này vừa thuộc dạng khác, nhất là những sáng tác trong thời hiện đại.

### Quan điểm đương đại
- 1651: Paul Scarron, The Comical Romance, Chapter XXI. "Which perhaps will not be found very Entertaining" (Luân Đôn, 1700). Scarron's plea for a French production rivalling the Spanish "Novels". online edition
- 1670: Pierre Daniel Huet, "Traitté de l'origine des Romans", Preface to Marie-Madeleine Pioche de La Vergne comtesse de La Fayette, Zayde, histoire espagnole (Paris, 1670). A world history of fiction. pdf-edition Gallica France Lưu trữ ngày 27 tháng 7 năm 2017 tại Wayback Machine
- 1683: [Du Sieur], "Sentimens sur l'histoire" from: Sentimens sur les lettres et sur l'histoire, avec des scruples sur le stile (Paris: C. Blageart, 1680). The new novels as published masterly by Marie de LaFayette. online edition
- 1702: Abbe Bellegarde, "Lettre à une Dame de la Cour, qui lui avoit demandé quelques Reflexions sur l'Histoire" in: Lettres curieuses de littérature et de morale (La Haye: Adrian Moetjens, 1702). Paraphrase of Du Sieur's text. online edition
- 1705/1708/1712: [Anon.] In English, French and German the Preface of The Secret History of Queen Zarah and the Zarazians (Albigion, 1705). Bellegarde's article plagiarised. online edition
- 1713: Deutsche Acta Eruditorum, German review of the French translation of Delarivier Manley's New Atalantis 1709 (Leipzig: J. L. Gleditsch, 1713). A rare example of a political novel discussed by a literary journal. online edition
- 1715: Jane Barker, preface to her Exilius or the Banish'd Roman. A New Romance (Luân Đôn: E. Curll, 1715). Plea for a "New Romance" following Fénlon's Telmachus. online edition
- 1718: Johann Friedrich Riederer, "Satyra von den Liebes-Romanen", from: Die abentheuerliche Welt in einer Pickelheerings-Kappe, 2 (Nürnberg, 1718). German satire about the wide spread reading of novels and romances. online edition
- 1742: Henry Fielding, preface to Joseph Andrews (Luân Đôn, 1742). The "comic epic in prose" and its poetics. online edition Lưu trữ ngày 29 tháng 6 năm 2017 tại Wayback Machine

### Tác phẩm thứ cấp
- Erwin Rohde Der Griechesche Roman und seine Vorläufer (1876) [un-superseded history of the ancient novel] (tiếng Đức)
- Lukács, Georg (ngày 28 tháng 7 năm 1971). The Theory of the Novel. trans. Anna Bostock. Cambridge: M.I.T. Press. ISBN 0-262-12048-8.{{Chú thích sách}}:  Quản lý CS1: năm (liên kết)
- Bakhtin, Mikhail. About novel. The Dialogic Imagination: Four Essays. Ed. Michael Holquist. Trans. Caryl Emerson and Michael Holquist. Austin and Luân Đôn: University of Texas Press, 1981. [written during the 1930s]
- Watt, Ian (1957). The Rise of the Novel: Studies in Defoe, Richardson and Fielding. Berkeley: University of Los Angeles Press. ISBN 0-520-23069-8. Watt reads Robinson Crusoe as the first modern "novel" and interprets the rise of the modern novel of realism as an achievement of English literature, owed to a number of factors from early capitalism to the development of the modern individual.
- Burgess, Anthony (1963). The Novel To-day. Luân Đôn: Longmans, Green.
- Burgess, Anthony (1967). The Novel Now: A Student's Guide to Contemporary Fiction. Luân Đôn: Faber.
- Ben Edwin Perry The Ancient Romances (Berkeley, 1967) review
- Richetti, John J. (1969). Popular Fiction before Richardson. Narrative Patterns 1700-1739. Oxford: OUP. ISBN.
- Burgess, Anthony (1970). "Novel, The" – classic Encyclopædia Britannica entry.
- Miller, H. K., G. S. (1970) Rousseau and Eric Rothstein, The Augustan Milieu: Essays Presented to Louis A. Landa (Oxford: Clarendon Press, 1970). ISBN 0-19-811697-7
- Arthur Ray Heiserman The Novel Before the Novel (Chicago, 1977) ISBN 0-226-32572-5
- Madden, David (2006) [1979]. A Primer of the Novel: For Readers and Writers. Charles Bane, Sean M. Flory. Lanham, MD: Scarecrow Press. ISBN 0-8108-5708-1. Updated edition of pioneering typology and history of over 50 genres; index of types and technique, and detailed chronology.
- Spufford, Magaret, Small Books and Pleasant Histories (Luân Đôn, 1981).
- Davis, Lennard J. (1983). Factual Fictions: The Origins of the English Novel. New York: Columbia University Press. ISBN 0-231-05420-3.
- Spencer, Jane, The Rise of Woman Novelists. From Aphra Behn to Jane Austen (Oxford, 1986).
- Armstrong, Nancy (1987). Desire and Domestic Fiction: A Political History of the Novel. New York: Oxford University Press. ISBN 0-19-504179-8.
- McKeon, Michael (1987). The Origins of the English Novel, 1600-1740. Baltimore: Johns Hopkins University Press. ISBN 0-8018-3291-8.
- Reardon (ed.), Bryan (1989). Collected Ancient Greek Novels. Berkeley, CA: University of California Press. ISBN 0-520-04306-5. {{Chú thích sách}}: |last= có tên chung (trợ giúp)
- Hunter, J. Paul (1990). Before Novels: The Cultural Contexts of Eighteenth-Century English Fiction. New York: Norton. ISBN 0-393-02801-1.
- Ballaster, Ros (1992). Seductive Forms: Women's Amatory Fiction from 1684-1740. Oxford: Clarendon Press. ISBN 0-19-811244-0.
- Doody, Margaret Anne (1996). The True Story of the Novel. New Brunswick, N.J.: Rutgers University Press. ISBN 0-8135-2168-8.
- Relihan, Constance C. (ed.), Framing Elizabethan fictions: contemporary approaches to early modern narrative prose (Kent, Ohio/ Luân Đôn: Kent State University Press, 1996). ISBN 0-87338-551-9
- Reconsidering The Rise of the Novel: Eighteenth Century Fiction, Volume 12, Number 2-3, ed. David Blewett (January-April 2000).
- McKeon, Michael, Theory of the Novel: A Historical Approach (Baltimore: Johns Hopkins University Press, 2000).
- Josephine Donovan, Women and the Rise of the Novel, 1405-1726 revised edition (Palgrave Macmillan, 2000).
- Simons, Olaf (2001). Marteaus Europa, oder, Der Roman, bevor er Literatur wurde: eine Untersuchung des Deutschen und Englischen Buchangebots der Jahre 1710 bis 1720. Amsterdam: Rodopi. ISBN 90-420-1226-9. A market study of the novel around 1700 interpreting contemporary criticism.
- Inger Leemans, Het woord is aan de onderkant: radicale ideeën in Nederlandse pornografische romans 1670 - 1700 (Nijmegen: Vantilt, 2002). ISBN 90-75697-89-9.
- Price, Leah (2003). The Anthology and the Rise of the Novel: From Richardson to George Eliot. Luân Đôn: Cambridge University Press. ISBN 0-521-53939-0. from Leah Price
- Rousseau, George (2004). Nervous Acts: Essays on Literature Culture and Sensibility (Basingstoke: Palgrave Macmillan, 2004). ISBN 1-4039-3454-1
- Mentz, Steve, Romance for sale in early modern England: the rise of prose fiction (Aldershot [etc.]: Ashgate, 2006). ISBN 0-7546-5469-9
- Schultz, Lydia, "Flowing against the traditional stream: consciousness in Tillie Olsen's 'Tell Me a Riddle.'" Melus, 1997.
- Rubens, Robert, "A hundred years of fiction: 1896 to 1996. (The English Novel in the Twentieth Century, part 12)." Contemporary Review, December 1996.